# 三重県警察航空隊

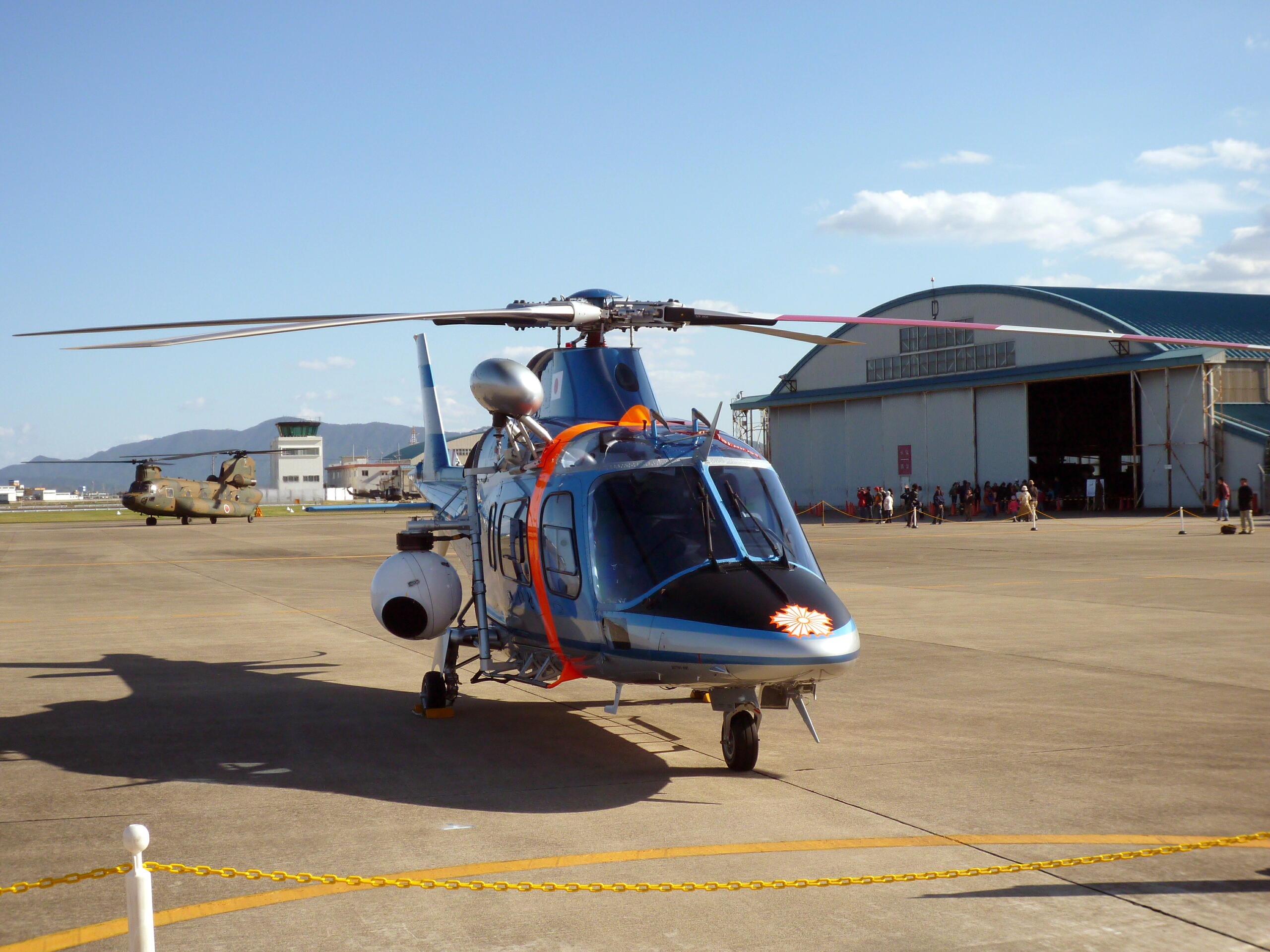
所属航空機「いせ」

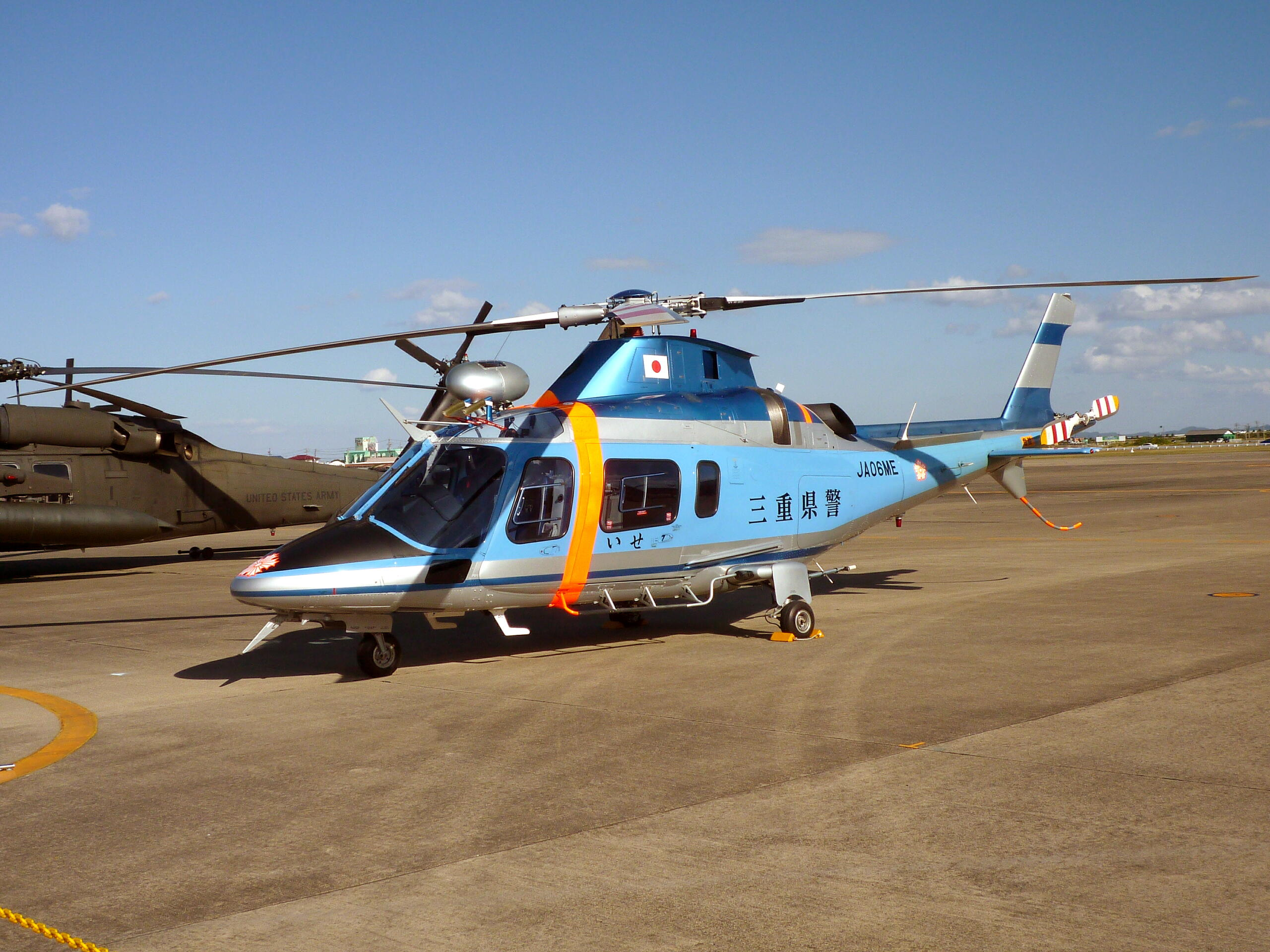
所属航空機「いせ」

三重県警察航空隊（みえけんけいさつこうくうたい）は、三重県警察に所属する警察航空隊。

## 沿革
1982年（昭和57年）9月、三重県は「三重県第二次長期総合計画第一次推進計画」の中で、ヘリコプター導入の方針を打ち出し、各方面への働きかけや基地の検討、人員の確保などの準備を行い配備を待つことになった。その結果、1984年度（昭和59年度）国家予算をもって、ヘリコプター1機が配備されることが決定し、同年三重県警察航空隊を発足させた。
運用にあたっては、度会郡小俣町明野（現・伊勢市小俣町明野）の陸上自衛隊明野駐屯地（航空学校本校）に隣接して発着基地を設置し、1985年（昭和60年）より運用を開始、1988年（昭和63年）には全国都道府県警察に先駆けて離着陸許可を運輸省に求める必要のない常設ヘリポートを三重県警察本部庁舎屋上に設置した。
しかし、大型機体ヘリの導入に伴い従来基地が手狭になったため、2006年（平成18年）に基地を津市雲出鋼管町の津市伊勢湾ヘリポートに移転した。

### 年表
- 1984年（昭和59年）7月1日 - 三重県警察航空隊が発足する。
- 1985年（昭和60年）1月11日 - 度会郡小俣町明野の基地にヘリコプターを配備する。
- 1985年（昭和60年）4月19日 - 開所式を挙行、運用を開始する[2][3]。
- 1988年（昭和63年）3月1日 - 三重県警察本部庁舎屋上にヘリポートを設置、3月5日に開所式を挙行する[4]。
- 2006年（平成18年）4月13日 - 津市雲出鋼管町の津市伊勢湾ヘリポートで新規導入ヘリコプターの命名式を挙行する[5]。

## 所属航空機
| 登録記号 | 愛称   | 型式              | 配属期間        | 前配属     | 後配属 | 備考 |
| -------- | ------ | ----------------- | --------------- | ---------- | ------ | ---- |
| JA9382   | いせ   | ベル式206B型      | 1985年 - 2006年 | 就役       | 解役   |      |
| JA9778   | すずか | ベル式206L-3型    | 1998年 - 2010年 | 香川県警察 | 解役   |      |
| JA06ME   | いせ   | アグスタ式A109E型 | 2006年 -        | 就役       |        |      |
| JA10ME   | すずか | アグスタ式A109E型 | 2010年 -        | 就役       |        |      |